# Emmanuelle (pel·lícula de 1974)
Emmanuelle és una pel·lícula eròtica francesa de 1974 dirigida per Just Jaeckin i protagonitzada per l'actriu Sylvia Kristel. Està basada en el personatge principal (Emmanuelle) de la novel·la Emmanuelle d'Emmanuelle Arsan escrita el 1959. Aquesta pel·lícula ha fet que probablement Sylvia Kristel sigui l'actriu que més s'ha identificat amb el paper, malgrat la gran quantitat de seqüeles. Només les pel·lícules i els episodis produïts per ASP (Alain Siritzky Productions) són oficials i es basa en el personatge d'Arsan. El nom Emmanuelle (i les seves diverses permutacions d'ortografia) ha passat a convertir-se en sinònim de pel·lícula eròtica.
La primera pel·lícula d'Emmanuelle va ser la italiana Io, Emmanuelle, de 1969, que no va ser un èxit comercial. Cinc anys més tard va venir aquesta pel·lícula amb l'actriu neerlandesa Sylvia Kristel com a protagonista. Aquesta pel·lícula va superar els límits del que era acceptable en la pantalla en aquell moment, amb les seves escenes de sexe, així com escenes de violació, masturbació, i una escena en el Mile High Club, en qué es mostra una ballarina ficant-se un cigarret en la vagina. A diferència de moltes pel·lícules que van tractar d'evitar una qualificació X, la primera pel·lícula Emmanuelle va abraçar aquesta qualificació, i va esdevenir un enorme èxit internacional amb una audiència estimada fins a la data de més de 300 milions d'espectadors a tot el món. Ha estat doblada al català.

## Repartiment
- Sylvia Kristel com Emmanuelle
- Daniel Sarky com Jean
- Alain Cuny com Mario
- Marika Green com Bee
- Jeanne Colletin com Ariane
- Christine Boisson com Marie-Ange